# Chloe Lukasiak
Chloe Elizabeth Lukasiak é uma dançarina, atriz, personalidade de televisão e modelo americana. Ela é mais conhecida pelo reality show da Lifetime chamado Dance Moms, pelo seu canal do youtube "Chloe Lukasiak" ou pela sua atuação como Gwen Murphy no filme "Sob a Luz da Fama: Acampamento de Dança" (Center Stage: On Pointe).

## Início da vida
Chloe Lukasiak nasceu em 25 de maio de 2001, em Mars, Pensilvânia. Ela é a filha mais velha de Christi e Marc Lukasiak e irmã de Clara. A família reside em Mars, Pensilvânia.
Lukasiak começou suas aulas de dança na Abby Lee Dance Company (ALDC) (Trad.: estúdio de dança Abby Lee) com dois anos de idade. A partir dos três anos, ela competiu nos Estados Unidos como parte da ALDC ganhando títulos a nível regional, estadual e nacional, incluindo o Junior Miss Dance Masters of America 2011, apresentando-se em poucas competições de dança que permitiam a filmagem de Dance Moms. No show ela apresentava muitos gêneros de dança, dentre os quais: lírico, contemporâneo, teatro musical, balé, jazz, hip-hop e Bollywood. Entretanto, o forte de Chloe sempre foi balé e o lírico, sendo a sua técnica muito elogiada pelos professores de uma das maiores escolas de balé, a Joffrey Ballet School, onde ela conseguiu uma bolsa de estudos (que não pode aproveitar devido às nacionais).

## Carreira

### 2011 - 14: Dance Moms
Em 2011, Chloe e sua mãe, ao lado da proprietária e professora de dança do ALDC, Abby Lee Miller, com outras jovens dançarinas e suas mães, entraram no elenco de Dance Moms. Juntas, elas formavam a "Equipe de Elite Júnior" da Abby e as suas atividades semanais de equipe -ensaiar, coreografar, competir- eram apresentadas no show. Chloe apareceu em dois vídeos musicais durante as filmagens de Dance Moms, sendo eles, um de Brooke Hyland e outro da LUX (filha do ator Ted Danson).[carece de fontes?]
Após a competição Nacional de Los Angeles em julho de 2014 (cujo episódio foi ao ar no dia 7 de outubro de 2014), a mãe de Lukasiak decidiu que o ambiente do programa de TV, juntamente com sua relação negativa com a Abby estavam sendo prejudiciais para sua filha, então, elas deixaram a ALDC. O episódio final da 4º temporada foi sua ultima aparição em Dance Moms por causa de um comentário da Abby sobre o olho de Chloe.

### 2014 - carreira atual
Após deixar o show, Lukasiak tornou-se ativa no seu canal do Youtube, ganhando (+)100 milhões de visualizações e mais de 1 milhão de inscritos desde maio de 2016. E em 17 de Setembro de 2016, Chloe começou um novo canal Vlogger no Youtube chamado "MoreChloeLukasiak".
Ela tornou-se porta-voz da Just For Kix, uma empresa americana de acessórios, roupas e sapatos para dança, em outubro de 2014. Com a parceria da empresa, ela criou uma campanha anti-bullying chamada #NobodyIsYOU. Chloe foi destaque em vários vídeos de música relacionado a causa, juntamente com dançarinos como Averee Jade.
Em janeiro de 2015, Chloe tornou-se um estudante do Studio 19 Dance Complex. Ela ganhou o "Choice Dancer" no Teen Choice Awards de 2015 e o "Dancers Choice Award" para "Favorite Dancer 17 & Under" no Industry Dance Awards em 2015. Ela foi nominada para o Shorty Awards, mas perdeu para Misty Copeland. E foi nominada novamente ao Teen Choice Dancer em 2016, mas perdeu para Maddie Ziegler, sua ex-colega de equipe.[carece de fontes?]
Chloe começou a modelar para as linhas de moda Glitzy Girl, 90 Degree by Reflex, e Sally Miller em 2015.
Em 25 de fevereiro de 2015, Lukasiak protagonizou um clip da cantora Jess Godwin, chamado "Fool Me Once". Ela também apareceu em vídeos para Solveig Romero, "Turn It Up"[carece de fontes?] e "Alice" de Bianca Ryan. Em 6 de Julho de 2016, Chloe revelou via Twitter que ela vai participar do vídeo de música de AJ Lehrman, do seu single "Tongue".
Em 2015, Lukasiak iniciou sua carreira de atriz quando foi escalada como Gwen Murphy para o telefilme da Lifetime chamado Center Stage: On Pointe. O filme foi gravado em Vancouver, Canadá em novembro e foi ao ar em 25 de junho de 2016 na Lifetime dos Estados Unidos. Ela também foi escalada como Savannah Stocker para o filme Cowgirl's Story e contracenará ao lado de sua amiga Bailee Madison, estrela de Ponte para Terabítia.
Em 2016, Chloe entrou em parceria com a Ownzones.com para lançar sua web-série chamada "Dance classes with Chloe". Em 13 de junho, ela fez parceira com a Playtex Sports e estrelou o comercial da campanha "Ready, Set, Play On!".
Chloe estará na minissérie "Welcome To My World" e fará a Flynn Harrington.[carece de fontes?] Além disso, fez uma participação especial num vídeo promocional de SuperStore (série televisiva).
Em 31 de Agosto de 2016, foi revelado que ela ganhou um papel de protagonista num filme indie, Loophole.[carece de fontes?] Ela interpretará uma personagem chamada Lexi Smith.
Em 2017:
Ela apresenta o Descendants 2: Wicked Weekly.
Foi escalada para uma curta-metragem chamada "Beautiful Scars", cujo tema é depressão e suicídio adolescente. No dia 30 de junho foi revelado que ela fará um filme chamado "F.R.E.D.I", dirigido por Sean Olson - ganhador de 4 Emmys -.[carece de fontes?]
Foi capa de duas revistas, sendo uma delas a Girl's Life Mag .

## Vida pessoal
Em uma entrevista com a AOL BUILD, Lukasiak disse:
Quando eu estou em casa, danço nas segundas, quartas, quintas e sábados. Mas, como eu tenho viajado muito ultimamente, tenho aulas sempre que posso num estúdio de Los Angeles.
No entanto, fora da dança, Chloe ainda tem tempo para seus amigos, incluindo suas ex-companheiras da ALDC: Paige Hyland, Brooke Hyland e Nia Sioux.
Em 2015, Chloe começou a namorar Ricky Garcia, integrante da banda Forever In Your Mind. Eles terminaram o relacionamento em 2016 por causa de suas agendas lotadas. Ela parou de competir em competições de dança em 2016 devido à sua crescente lista de compromissos. Em uma entrevista por telefone com a Low Contry Parent, Chloe revelou que ela faz ioga e boxe como parte de sua rotina de exercícios.
E em uma entrevista divulgada em 15 de junho de 2016, ela disse que era grata ao Dance Moms, pois o programa mostrou a ela o quanto ama atuar (além de dançar), que é uma de suas paixões.

## Filmografia

### Filmes
| Ano  | Título                  | Papel           | Notas                              | Ref.                |
| ---- | ----------------------- | --------------- | ---------------------------------- | ------------------- |
| 2016 | Center Stage: On Pointe | Gwen Murphy     | Papel de apoio, filme de televisão | [ 35 ]              |
| 2017 | Cowgirl's History       | Savanah Stocker | Coadjuvante                        | [ 19 ]              |
| 2017 | Loophole                | Lexi Smith      | Papel principal                    | [ 24 ]              |
| 2017 | Beautiful Scars         | Ashley          | Principal                          | [carece de fontes?] |
| 2017 | F.R.E.D.I.              | Mallory         | Coadjuvante                        | [carece de fontes?] |

### Televisão
| Ano                 | Série/Programa         | Função                                   | Notas                                                                   | Referências          |
| ------------------- | ---------------------- | ---------------------------------------- | ----------------------------------------------------------------------- | -------------------- |
| 2008-2015           | Dance Moms             | Ela mesma                                | Série regular (temporadas 1-5), 97 episódios                            | [ 36 ]               |
| 2011                | Today (The Today Show) | Ela mesma                                | Episódio datado de 12 de setembro de 2011                               | [[carece de fontes]] |
| 2012                | The View               | Dançarina                                | Dança da ALDC "A Child is Born" (Temporada 15, Ep. 110)                 | [[carece de fontes]] |
| 2012                | Anderson Live          | Ela mesma                                | Episódio: "Renegade Moms & Kristen Johnston"                            | [[carece de fontes]] |
| 2012                | Katie                  | Ela mesma                                | Episódio datado de 03 de outubro de 2012                                | [[carece de fontes]] |
| 2013                | The view               | Dançarina                                | Dança ALDC "The Last Texto", episódio datado de 20 de fevereiro de 2013 | [ 37 ]               |
| 2013                | Good Morning America   | Ela mesma                                | Participação especial, 1 episódio                                       | [[carece de fontes]] |
| 2015                | The doctors            | Ela mesma                                | Episódio datado de 13 de outubro de 2015                                | [ 38 ]               |
| 2016                |                        |                                          |                                                                         |                      |
| Welcome To My World | Flynn Harrington       | Participação especial, 2 episódios       | [ 39 ]                                                                  |                      |
| SuperStore          | Ela mesma              | Participação especial, vídeo promocional | [ 40 ]                                                                  |                      |

### Vídeos de música
| Ano  | Canção                     | Artista              | Notas                                                                                   | Fontes              |
| ---- | -------------------------- | -------------------- | --------------------------------------------------------------------------------------- | ------------------- |
| 2011 | "It's Like Summer"         | LUX                  | Papel Principal/Dançarina Principal, lançado no ep. final da 1° Temporada de Dance Moms | [carece de fontes?] |
| 2012 | "Summer Love Song"         | Brooke Hyland        | Coadjuvante, lançado no ep. final da segunda temporada de Dance Moms                    | [carece de fontes?] |
| 2015 | "Fool Me Once"             | Jess Godwin          | Papel Principal/Dançarina Principal                                                     | [ 15 ]              |
| 2015 | "Turn It Up"               | Solveig Romero       | Coadjuvante                                                                             | [carece de fontes?] |
| 2015 | "Wrapped Up For Christmas" | Forever In Your Mind | Coadjuvante                                                                             | [ 41 ]              |
| 2015 | "Alice"                    | Bianca Ryan          | Papel Principal/Dançarina Principal                                                     | [ 16 ]              |
| 2016 | "Tongue"                   | AJ Lerhman           | Papel principal em uma das cenas (vídeo 3D)                                             | [ 17 ]              |
| 2016 | "Piece by Piece"           | Ali J                | Papel Principal/Dançarina Principal                                                     |                     |

## Prêmios e indicações
| Ano  | Premiação             | Categoria                                                | Destinatário   | Resultado | Fonte  |
| ---- | --------------------- | -------------------------------------------------------- | -------------- | --------- | ------ |
| 2015 | Teen Choice Award     | Choice Dancer                                            | Chloe Lukasiak | Venceu    | [ 42 ] |
| 2015 | Industry Dance Awards | Dancer's Choice Awards 2015 - Favorite Dancer 17 & Under | Chloe Lukasiak | Venceu    | [ 43 ] |
| 2016 | Shorty Awards         | Shorty Awards - Best in Dance                            | Chloe Lukasiak | Indicado  | [ 44 ] |
| 2016 | Teen Choice Award     | Choice Dancer                                            | Chloe Lukasiak | Indicado  | [ 45 ] |
| 2016 | J-14 Teen Icon Awards | Ícone do ano                                             | Chloe Lukasiak | Venceu    | [ 46 ] |
| 2017 | CelebMix Awards       | Melhor Dançarina                                         | Chloe Lukasiak | Venceu    |        |